# استیون کالدر
استیون کالدر (انگلیسی: Stephen Calder؛ زادهٔ ۱ دسامبر ۱۹۵۷) قایقران، و قایقران قایق بادبانی اهل کانادا است.